# МТ-ЛБМШ
МТ-ЛБМШ — боевая машина пехоты украинского производства на шасси МТ-ЛБ — модернизация МТ-ЛБ путём установки боевого модуля КБА-105 «Шквал» и более мощного двигателя ЯМЗ-238Б, что позволило значительно повысить огневую мощь и манёвренность боевой машины.

## Описание
Экипаж БМП состоит из трёх человек — командира, наводчика и механика-водителя. Десант — 7 человек.
Модернизированная машина сохранила десантный потенциал и возможность форсировать водные преграды вплавь. На воде она приводится в движение гусеницами, скорость по воде — до 7 км/ч.

### Вооружение
Боевой модуль КБА-105 «Шквал» был создан в Научно-техническом центре артиллерийско-стрелкового вооружения в рамках опытно-конструкторских работ «Блиндаж», проводившихся с целью модернизации БМП-1 для увеличения боевой эффективности этой машины. В 2001 году модуль был установлен на БМП-1У и БТР-3У, в дальнейшем были начаты работы по модернизации МТ-ЛБ.
Вооружение включает 30-мм автоматическую пушку ЗТМ-1 (с боекомплектом 500 снарядов), спаренный с ней 7,62-мм пулемёт ПКТ (с боекомплектом 2000 патронов), две 130-мм противотанковые управляемые ракеты «Барьер», 30-мм автоматический гранатомет АГ-17 (с боекомплектом 87 гранат) и шесть 81-мм дымовых гранатомётов «Туча».

### Двигатель и трансмиссия
Двигатель базового шасси заменëн на более мощный — от 330 л. с. до 360 л. с., связанный с механической коробкой передач.

## Варианты и модификации

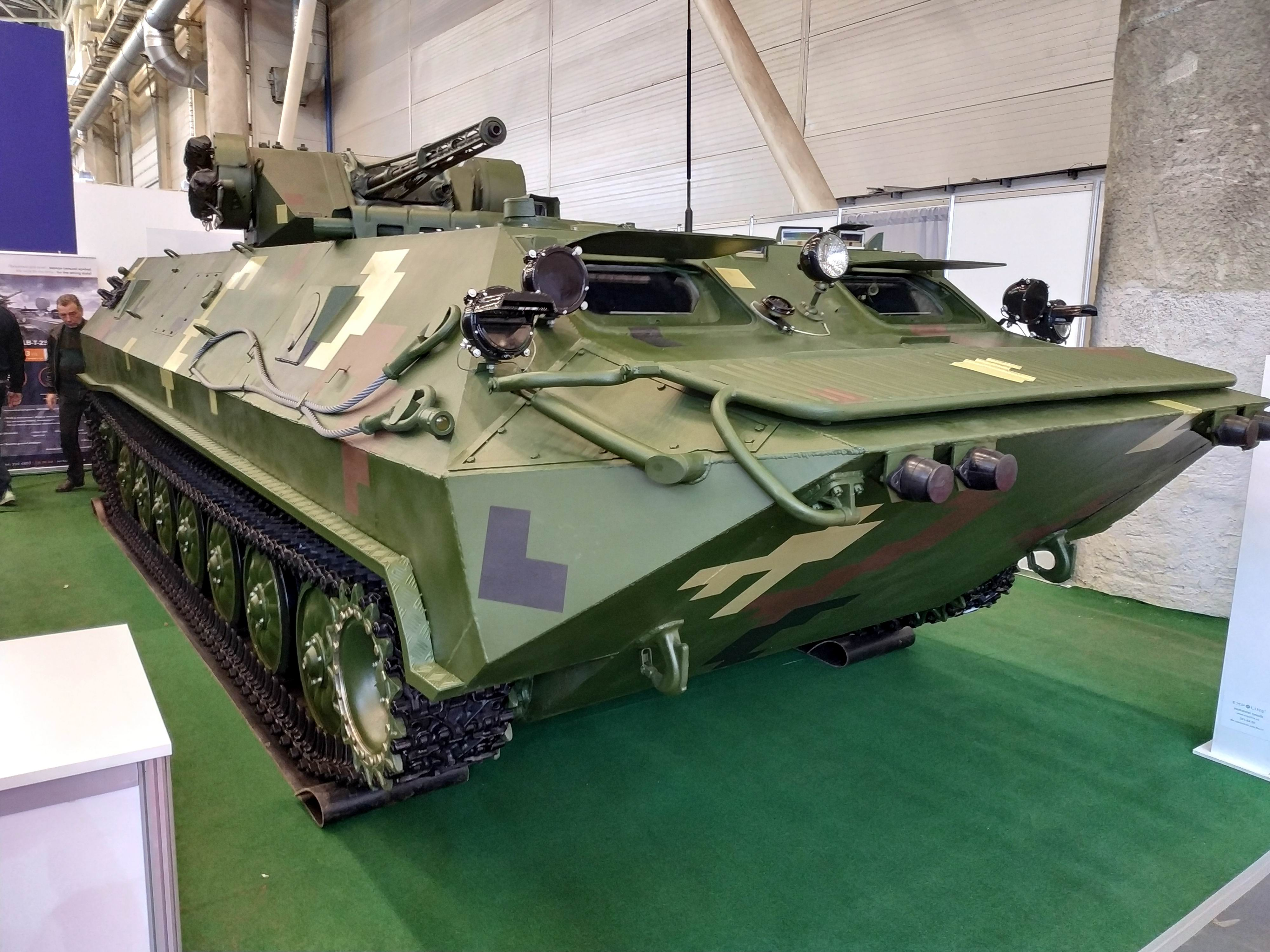
«Плавець» на выставке «Зброя та безпека-2018» (октябрь 2018)

- «Плавець» - переоборудованный по образцу МТ-ЛБМШ вариант гусеничного транспортёра МТ-ЛБу, разработанный Харьковским тракторным заводом при участии ГК «Укрспецэкспорт» и киевской компании ООО НПК «Техімпекс». Один демонстрационный образец был представлен на оружейной выставке «Зброя та безпека-2018»[4].

## На вооружении
- Мьянма — в 2007 году закуплено 10 и в 2009 году — ещё 16[5][6] МТ-ЛБМШ с боевым модулем «Шквал»[7], по состоянию на 2010 год — 26 машин[8]